# Treuners Altstadtmodell

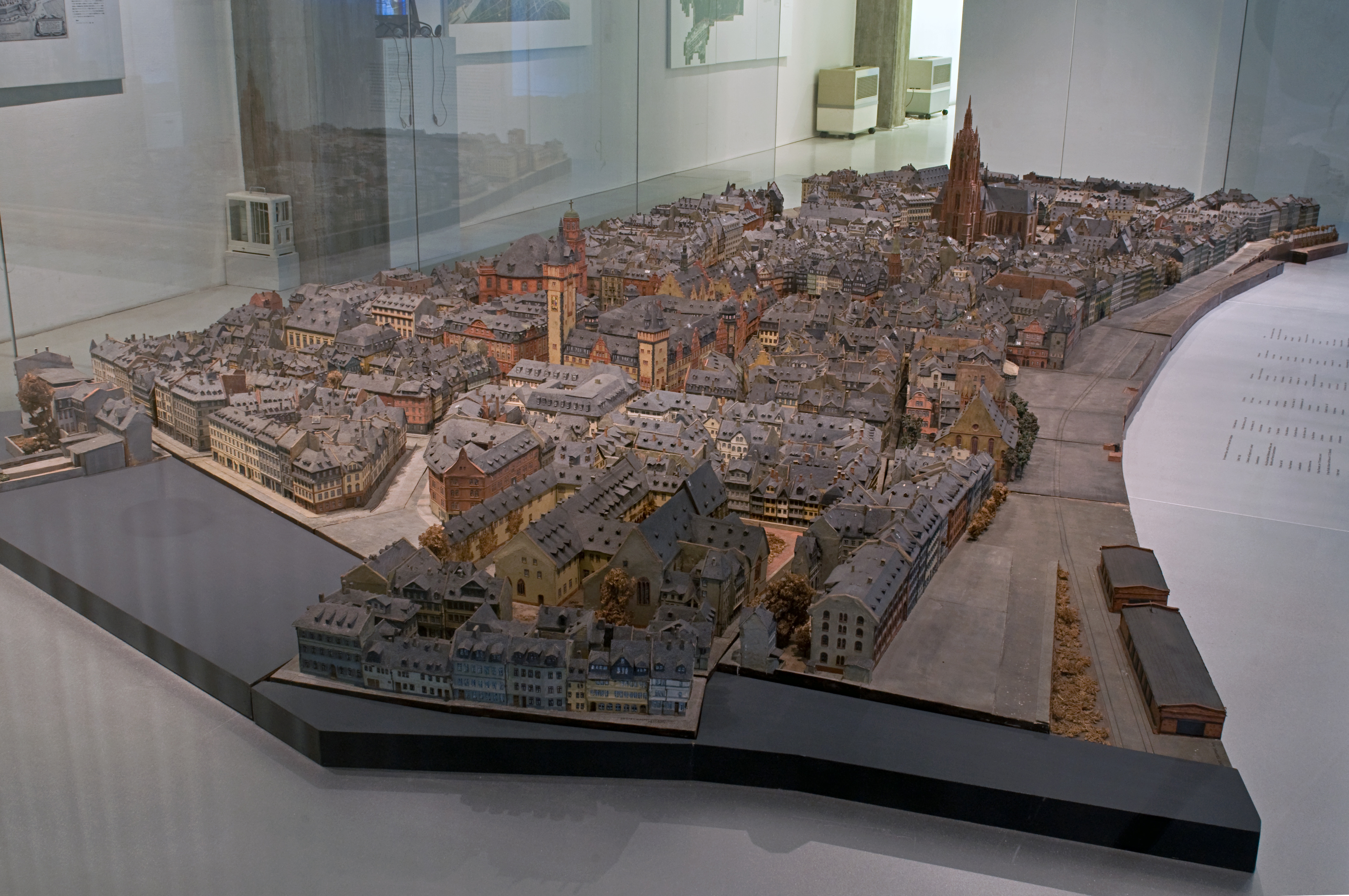
Treuners Altstadtmodell im Historischen Museum, Blick von Westen

Das Treunersche Altstadtmodell ist ein Modell der Frankfurter Altstadt, das die Brüder Hermann Treuner (1876–1962) und Robert Treuner (1877–1948) in den Jahren von 1926 bis 1961 erstellten.
Dem Stadtmodell lagen detaillierte Aufmaße jedes einzelnen Hauses zugrunde. Dadurch ist Treuners Altstadtmodell eine einzigartige Dokumentation des im März 1944 bei den Luftangriffen auf Frankfurt am Main im Feuersturm untergegangenen größten mittelalterlichen Stadtkerns in Deutschland. Das Modell gehört deshalb zu den bekanntesten Ausstellungsstücken des Historischen Museums Frankfurt. Es bildet zudem die wichtigste Grundlage für das seit 2003 entwickelte Virtuelle Altstadtmodell des Geographen Jörg Ott.
Das Modell blieb unvollendet, da die Aufmaßarbeiten 1944 noch nicht abgeschlossen waren und nach der Kriegszerstörung der Altstadt an eine weitere Bestandsaufnahme nicht zu denken war, da keine ausreichende Dokumentation der zerstörten Gebäude, etwa in Form von Plänen oder Fotografien, vorlag.

## Technische Details
Das Stadtmodell im Maßstab 1:200 besteht aus 64 Segmenten, misst in der Grundfläche 4,80 Meter auf 2,50 Meter und ist an der Domspitze 47,5 cm hoch. Es ist aus massivem Holz gebaut, die Fassaden sind mit kolorierten Pappen- bzw. Papieren nachgebildet. Die Inventarnummer im Historischen Museum Frankfurts lautet Inv. X28139.

## Geschichte

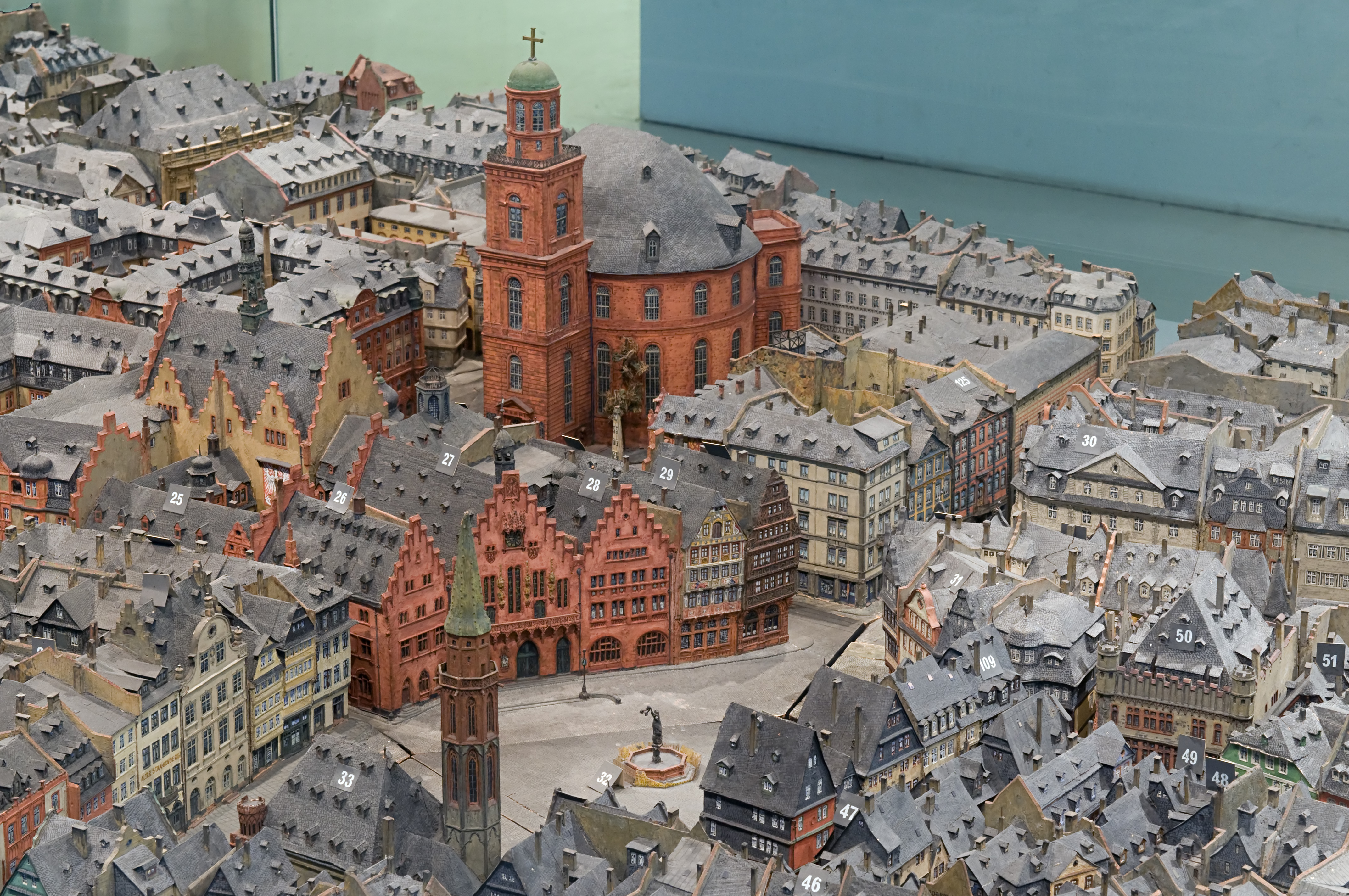
Blick von Südosten auf den Römerberg und die Paulskirche

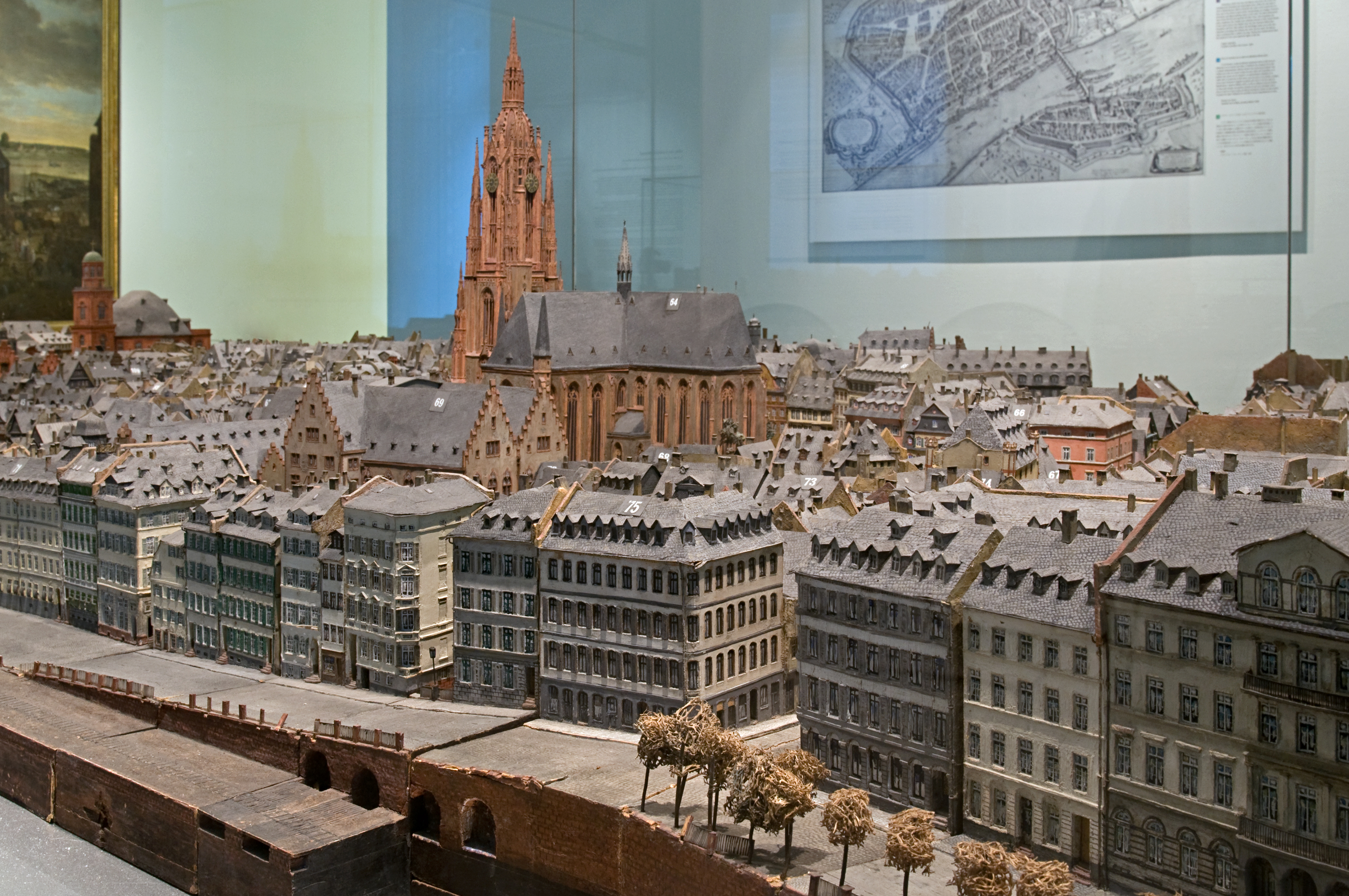
Blick auf die Bebauung am Mainufer und den Dom

Die Brüder Treuner waren Söhne eines aus Wallendorf in Thüringen stammenden Porzellanmalers. 1879 zog die Familie nach Frankfurt und lebte in der Folge in verschiedenen Teilen der kleinbürgerlich geprägten und ein recht geringes Ansehen genießenden Frankfurter Altstadt. Robert erlernte das Handwerk seines Vaters, Hermann besuchte die Städelschule am Frankfurter Kunstmuseum Städel und studierte 1893 bis 1900 bei den Professoren Heinrich Hasselhorst, Eugen Klimsch und Wilhelm Trübner Malerei.
Die Brüder erstellten schon früh Architekturmodelle als Auftragsarbeiten. 1914 bauten sie für die Präsentation der Stadt Frankfurt auf der Weltausstellung in Lyon ein Modell der Langen Schirn am Alten Markt im Herzen der Altstadt, einschließlich des Roten Hauses, einem der bekanntesten mittelalterlichen Altstadthäuser. Durch den Beginn des Ersten Weltkrieges blieb das Modell in Frankreich und kehrte nie nach Frankfurt zurück.
1923 sollte die Löhergasse, das am Müllermain (einem Mainarm) am Sachsenhäuser Mainufer gelegene ehemalige Gerberviertel, zugunsten eines neuzeitlichen Hochkais abgerissen werden. Das Historische Museum beauftragte die Brüder Treuner mit dem Bau eines Modells der traditionsreichen und für die Wirtschaftsgeschichte der Stadt bedeutenden Straße.
Während der Arbeiten am 1926 fertiggestellten Löhergassen-Modell schlugen der Direktor des Historischen Museums Bernhard Müller und der Kustos Rudolph Welcker den Brüdern vor, ein Modell der ganzen Altstadt anzufertigen. Welcker verwies dabei auf die um 1570 vom Straubinger Drechsler Jakob Sandtner für Herzog Albrecht V. von Bayern geschaffenen Modelle von München, Landshut, Straubing, Ingolstadt und Burghausen.
Das Hochbauamt plante 1925 den Abriss der zur Alten Brücke führenden Fahrgasse zugunsten eines breiten Straßendurchbruchs. Die Fahrgasse gehörte zu den ältesten und bedeutendsten Hauptstraßen der Stadt. Deshalb beauftragte das Historische Museum die Brüder Treuner erneut mit dem Bau eines Modells, um die Straße für die Nachwelt zu dokumentieren.
Obwohl es zu keiner ausdrücklichen Vereinbarung zwischen dem Museum und den Brüdern gekommen war, bauten die Treuners das Modell nach Fertigstellung der Fahrgasse weiter und begannen mit dem westlich der Straße liegenden Kaiserdom und seiner Umgebung, dem ältesten Teil der Stadt. Sie planten, das gesamte Gebiet der Altstadt innerhalb der im 12. Jahrhundert errichteten Staufenmauer sowie den alten Kern des Stadtteils Sachsenhausen im Modell abzubilden.
Mit Unterstützung des Vereins Bund tätiger Altstadtfreunde, aber ohne Rückhalt von Seiten des Historischen Museums – Welcker ging 1926 in den Ruhestand, Müller verstarb 1927, sein Nachfolger Adolf Feulner zeigte an Treuners Projekt wenig Interesse – entstanden nach und nach weitere Blöcke in Treuners Werkstatt in der Klingergasse. Die Bezahlung der ans Historische Museum gelieferten Teile erfolgte schleppend, die Brüder waren aus wirtschaftlichen Gründen darauf angewiesen, externe Aufträge anzunehmen, was die Arbeiten am Altstadtmodell verzögerte.
Bei Kriegsbeginn 1939 wurden die Frankfurter Museen geschlossen und ihre Bestände an sicheren Orten eingelagert. Das Altstadtmodell überlebte auf diese Weise in einem Bunker im Stadtteil Griesheim den Bombenkrieg. Die Treuners setzten ihre Aufmaßarbeiten noch bis 1943 fort, auch ihre Skizzenbücher überstanden den Krieg.
Nach dem Zweiten Weltkrieg und der Zerstörung der Altstadt wurde der unermessliche dokumentarische Wert des Stadtmodells offensichtlich. Das Kulturamt der Stadt unterstützte den Weiterbau. Nach dem Tod Robert Treuners 1948 führte Hermann Treuner die Arbeiten alleine weiter und schloss sie Ende 1961 ab.

## Dargestelltes Gebiet

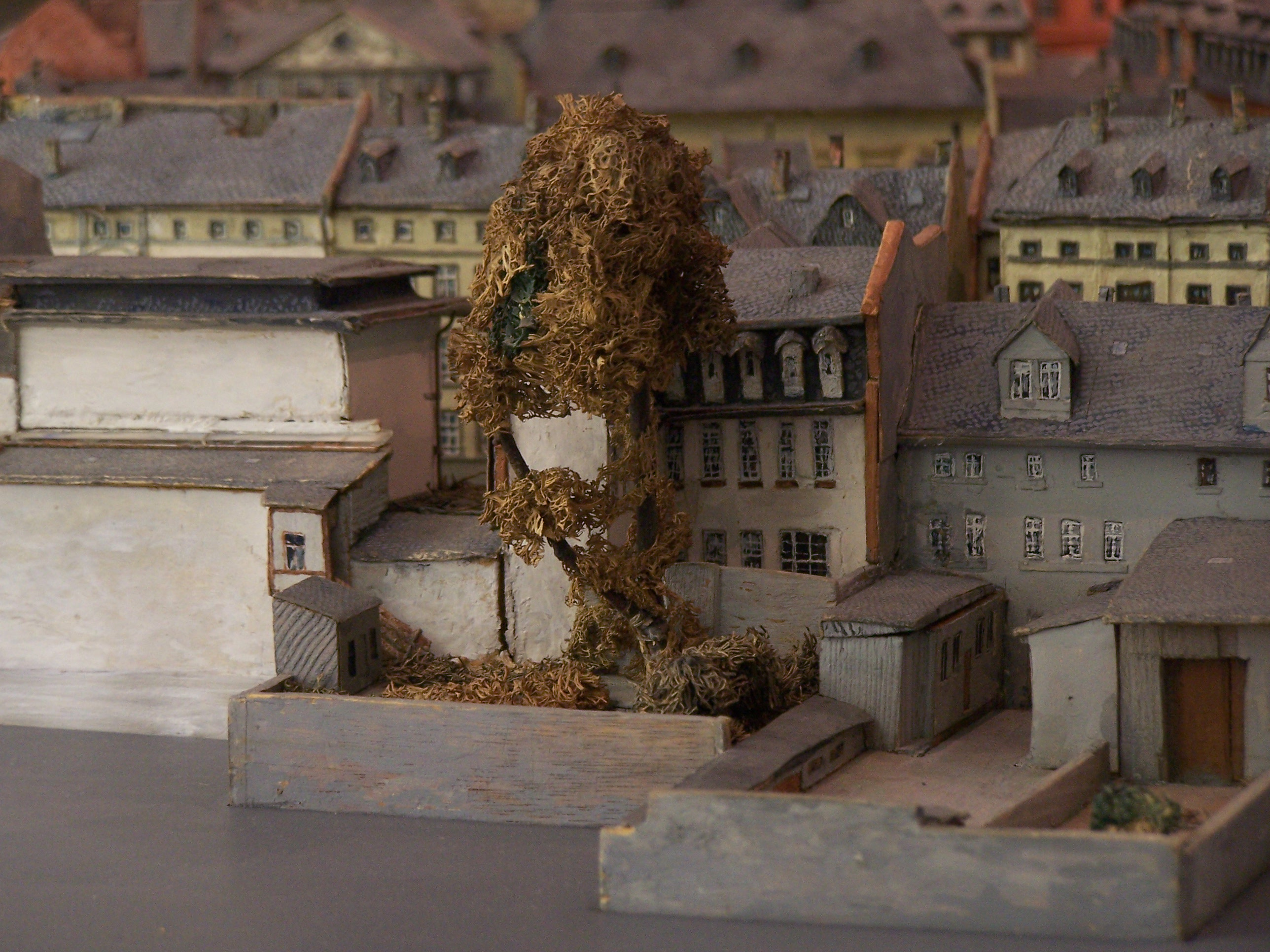
Die Rückseite des Goethehauses

Da das Modell von innen nach außen entstand, also mit dem ältesten Stadtkern begonnen wurde, sind trotz des unvollendeten Aufmaßes die wichtigsten Teile der Altstadt wiedergegeben. Es fehlen vor allem die Viertel nördlich der Schnurgasse mit der Liebfrauenkirche und der Katharinenkirche. Die das Modell begrenzenden Straßen sind:
- Im Süden das Mainufer: Schöne Aussicht, Mainkai, Untermainkai.
- Im Westen: Seckbächergasse, Großer Hirschgraben (hier ist nur die östliche Straßenseite fertiggestellt, die westliche mit dem Goethe-Haus ist unvollständig).
- Im Norden: der Straßenzug Weißadlergasse – Große Sandgasse – Schnurgasse – Battonnstraße, also in etwa der Verlauf der heutigen Berliner Straße.
- Im Osten: Das Dominikanerkloster, Börneplatz, Wollgraben, Mainstraße.

## Trümmermodell

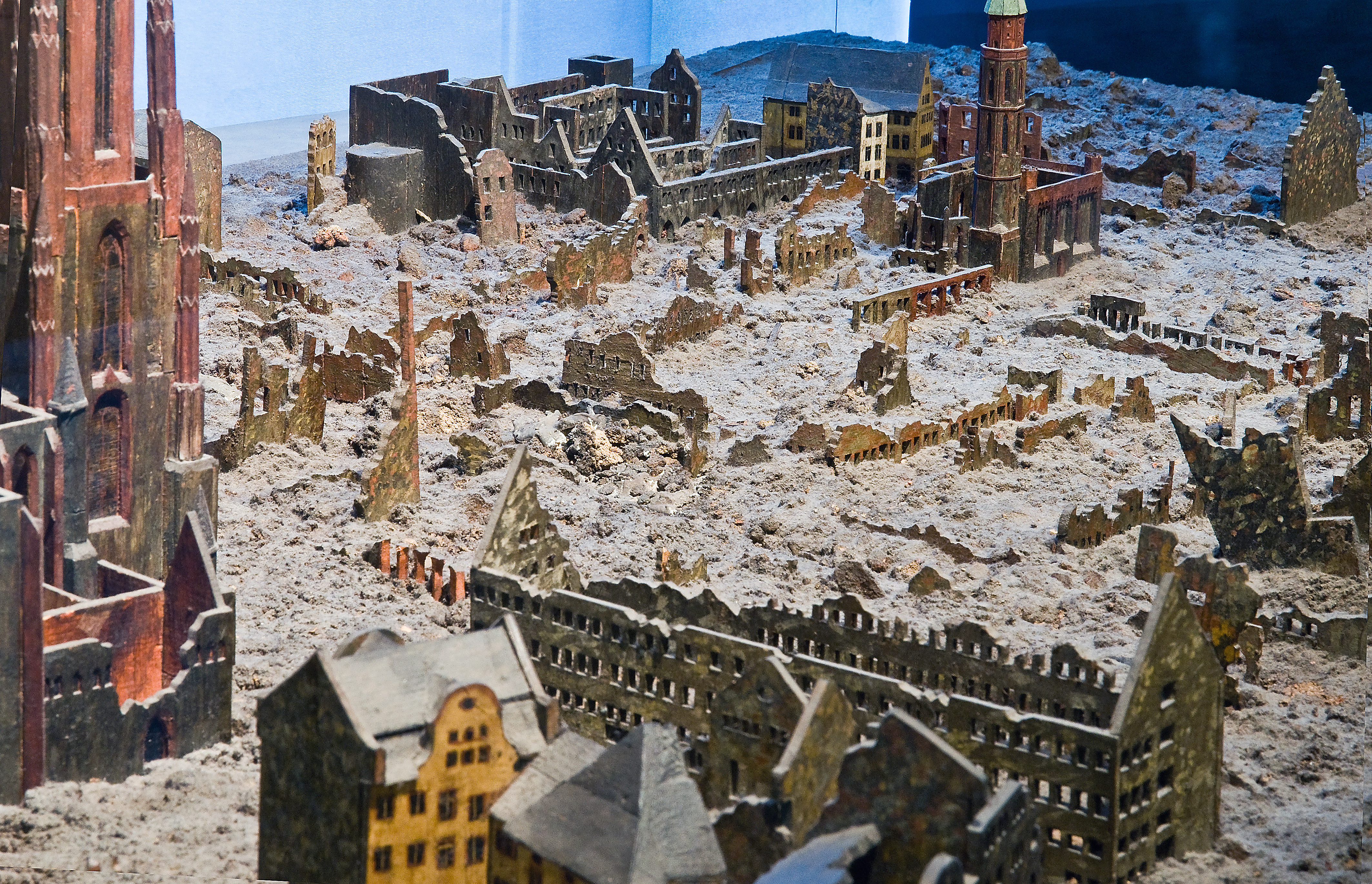
Die Ruinen der Altstadt im Trümmermodell

Im Historischen Museum ist Treuners Altstadtmodell heute gemeinsam mit dem unmittelbar nach Kriegsende geschaffenen Trümmermodell zu sehen, das die zerstörte Altstadt im Zustand von 1944 zeigt und gemeinsam mit dem Treuner-Modell einen eindrucksvollen Vorher-Nachher-Kontrast bildet. Das Trümmermodell ist allerdings historisch ungenau. Zeitgenössische Fotografien zeigen wesentlich mehr erhaltene Gebäudereste, als im Modell dargestellt sind. Die Zerstörung der Altstadt ist an dem Modell also übertrieben dargestellt.
Das Trümmermodell sollte im städtebaulichen Wettbewerb zur Wiederbebauung der Altstadt 1946 als Argumentationshilfe der Anhänger eines radikal-modernen Neuaufbaus dienen. Die polemisierende Darstellung einer nahezu vollständig vernichteten Altstadt sollte den Befürwortern einer behutsamen Rekonstruktion aufzeigen, dass praktisch keinerlei Reste der Altstadt mehr vorhanden seien. Obwohl dies nicht zutraf, setzten sich die Modernisten in ganzer Linie durch und die noch vorhandenen Ruinen wurden abgerissen. Das Trümmermodell geriet nach dem Wettbewerb in Vergessenheit und wurde erst Anfang der 1980er-Jahre auf dem Dachboden der Hessischen Staatskanzlei in Wiesbaden wiederentdeckt. Seitdem wird es neben dem Treuner-Modell im Historischen Museum ausgestellt.